# Конопкі-Ялбжикув-Сток
Конопкі-Ялбжикув-Сток (пол. Konopki-Jałbrzyków Stok) — село в Польщі, у гміні Замбрув Замбровського повіту Підляського воєводства.
Населення — 160 осіб (2011).
У 1975-1998 роках село належало до Ломжинського воєводства.

## Демографія
Демографічна структура станом на 31 березня 2011 року:
|          | Загалом | Допрацездатний вік | Працездатний вік | Постпрацездатний вік |
| -------- | ------- | ------------------ | ---------------- | -------------------- |
| Чоловіки | 77      | 19                 | 46               | 12                   |
| Жінки    | 83      | 14                 | 50               | 19                   |
| Разом    | 160     | 33                 | 96               | 31                   |